# Парамезотритон китайський
Парамезотритон китайський (Paramesotriton chinensis) — вид земноводних з роду Парамезотритон родини саламандрові.

## Опис
Загальна довжина досягає 14—15,1 см. Спостерігається статевий диморфізм: самиці дещо більші за самців. разом з тим самці відрізняються від самиць більш опуклою конусоподібною клоакою. Шкіра горбиста. Тулуб масивний, трохи сплощений з добре розвиненими кілями із збільшених горбків: один вздовж хребта і два бічних. Хвіст приблизно дорівнює по довжині тулубу, в задній частині сильно сплощений з боків. Кінцівки добре розвинені, без перетинок між пальцями.
Забарвлений у буруватих або темно-коричневих тонах. На нижній стороні тулуба і лап малюнок з невеликих округлих плям червонуватого або жовтого кольору, дрібні жовті цятки заходять на боки тіла. По нижній межі хвоста тягнеться червона смуга. Кілі на спині також бувають забарвлені у червонуваті тони.

## Спосіб життя
Полюбляє вологі субтропічні та тропічні ліси на рівнинах і в нижньому поясі гір. Веде переважно водний спосіб життя, населяючи різні типи стоячих й проточних водойм, іноді в пошуках їжі виходить на берег. Зустрічається на висоті 200–1200 м над рівнем моря
Цього парамезотритона часто тримають у тераріумах.

## Розповсюдження
Мешкає у китайських провінціях Чжецзян, Аньхой, Хунань, Фуцзянь, Гуандун, Гуансі.